# Wedding Peach
Wedding Peach (jap. 愛天使伝説ウェディングピーチ, Ai Tenshi Densetsu Wedingu Pīchi, „Die Legende des Engels der Liebe Wedding Peach“) ist eine abgeschlossene Manga-Serie der Mangaka Nao Yazawa basierend auf der Idee von Sukehiro Tomita, die auch als Anime-Serie umgesetzt wurde. Die Serie richtet sich hauptsächlich an Mädchen und ist in die Genres Comedy, Romantik und Magical Girl einzuordnen.

## Handlung
Die 13-jährige Momoko Hanasaki lebt als Halbwaise bei ihrem Vater, da ihre Mutter verschwunden ist, als sie noch klein war. Sie trägt stets den Ring ihrer Mutter bei sich. Eines Tages taucht der Dämon Ame auf und fordert die Herausgabe des Ringes, da er vermutet, dass es sich um eins der zauberhaften Vier handelt (etwas Altes, etwas Neues, etwas Geborgtes und etwas Blaues), nach denen die Herrscherin der Finsternis Satania sucht.
Es stellt sich heraus, dass Momoko „Wedding Peach“ ist, der legendäre Engel der Liebe. Sie muss Dämonen bekämpfen, um zu verhindern, dass die Liebe auf der Erde durch diese ausgelöscht wird. Unterstützt wird sie dabei von drei weiteren Liebesengeln, Hinagiku Tamano (Engel Daisy), Yuri Tanima (Engel Lily) und Scarlet O’Hara (Engel Salvia), aber auch von anderen. Momoko, Yuri und Hinagiku gehen auf das St. Flora Gymnasium und sind in den Mädchenschwarm Kazuya Yanagiba verliebt, der nicht nur Mannschaftskapitän von der Fußballmannschaft, sondern auch der Schulsprecher ist. Später verliebt sich Momoko in den Torwart der Mannschaft, Yōsuke Fūma.
Es stellt sich heraus, dass Momokos Mutter ein Engel ist. Auch Kazuya ist ein Engel, während Yōsuke ein Halbdämon (Vento) ist. Glücklicherweise besiegen sie alle die Herrscherin der Finsternis und Yōsuke kann doch noch mit Momoko zusammenbleiben, obwohl er ein Dämon und sie ein Engel ist.

## Charaktere
Momoko Hanasaki / Wedding Peach
Momoko Hanasaki (花咲 ももこ) ist der Hauptcharakter der Serie. Sie ist halb Engel und halb Mensch. Von Aphrodite erhält sie die Macht, sich in Wedding Peach, den Engel der Liebe, zu verwandeln. Sie hat die Mission, die Welt vor Satanias Dämonen zu beschützen, die versuchen, die Wellen der Liebe zu vernichten. Die 13-Jährige ist sehr tollpatschig und tritt immer wieder in ein Fettnäpfchen. Ihr Verwandlungsspruch ist Liebe ist eine Blüte der Schönheit. Sie benutzt anfangs einen Zauberstrauß, dann den Zauberspiegel und später den Zauberkristall, um ihre Gegner unschädlich zu machen. Nachdem sie Ame besiegt, wird der kleine verstoßene Dämon Jamapi ihr ständiger Begleiter.
Yuri Tanima / Engel Lily
Yuri Tanima (谷間 ゆり) ist ebenfalls ein Engel. Aphrodite gibt ihr die Macht, sich in Lily, den Engel der Reinheit, zu verwandeln. Sie kämpft an der Seite von Wedding Peach, Daisy und Salvia und ist in Kazuya verliebt.
Als herauskommt, dass Kazuya der Engel Kiiro ist, kommt sie mit ihm zusammen. Lilys Verwandlungsspruch lautet Liebe ist eine Blüte der Anmut. Lilys Waffen sind zunächst der Zauberstift und später der Zauberschleier.
Hinagiku Tamano / Engel Daisy
Die burschikose Hinagiku Tamano (珠野 ひなぎく) ist genau wie Yuri ein Engel. Sie bekommt von Aphrodite die Macht sich in Daisy, den Engel der Wahrheit zu verwandeln. Sie kämpft an der Seite von Wedding Peach, Lily und Salvia gegen Satania und ihre Dämonen. Auch Hinagiku ist erst in Kazuya verliebt, aber nach und nach merkt sie, dass sie für ihren alten Freund Takuro Gefühle entwickelt. Allerdings gibt sie das bis zum Ende der Serie nicht zu. Daisys Spruch lautet Liebe ist eine Blüte der Hoffnung. Daisy kämpft zu Beginn der Serie mit dem Zauberpendel, danach mit der Zauberkerze.
Scarlet O’Hara / Engel Salvia
Scarlet O’Hara ist der letzte der vier Engel und hat die Macht sich in Salvia, den Engel der Leidenschaft zu verwandeln. Anfangs weigerte sie sich Seite an Seite mit Wedding Peach zu kämpfen, doch nach einiger Zeit wird sie ein Mitglied des Teams. Scarlet kann stur sein und ist die Einzige, die auf eine andere Schule geht und nicht verliebt ist. Der Verwandlungsspruch von Salvia heißt Liebe ist eine Blüte der Weisheit. In den vier DX-Episoden ändert sich Salvias Zauberspruch zu Liebe ist eine Blüte der Leidenschaft. Salvia benutzt das Zauberschwert, um die Dämonen zu besiegen.
Yōsuke Fūma / Vento
Yōsuke Fūma (風摩 ようすけ) spielt als Torwart in der Schul-Fußballmannschaft. Zuerst streitet er sich immer mit Momoko, doch nach einiger Zeit beginnen sie sich ineinander zu verlieben. Nachdem er weiß, dass Momoko Wedding Peach ist, kommen sie zusammen. Außerdem ist er Vento, einer der mächtigsten Dämonen. Zusammen mit Peach besiegt er Satania.
Kazuya Yanagiba / Engel Kiiro
Kazuya Yanagiba (柳葉 和也) ist der Mannschaftskapitän der Schulmannschaft, in den Momoko, Yuri und Hinagiko zu Beginn alle verliebt sind. Erst wissen sie nicht, dass er gleichzeitig Engel Kiiro ist, der sie vor dem Bösen beschützt. Nach einiger Zeit erfährt Lily, dass sie ihn in ihrem früheren Leben schon einmal getroffen hat. Nachdem Kiiro gestorben ist und nur noch Kazuya lebt, der vergessen hat, dass er Kiiro war, ist er auch nicht mehr in Yuri verliebt. Nach einiger Zeit erhält er sein Erinnerungsvermögen zurück.

## Veröffentlichung
Der Manga wurde von 1994 bis 1996 im Manga-Magazin Ciao des Verlags Shogakukan veröffentlicht. Die Einzelkapitel erschienen später auch in sechs Sammelbänden. Der Manga besteht aus diversen Kapiteln der Hauptgeschichte sowie mehreren Extra-Geschichten.
Eine deutsche Ausgabe wurde von Egmont Manga und Anime von 2000 bis 2002 veröffentlicht. Im Dezember 2023 und im Juni 2024 erschien die Reihe im gleichen Verlag als Neuauflage in einer „Luxury Edition“ als Hardcover.
Bei Viz Media erschien der Manga auf Englisch, bei Editorial Ivréa auf Spanisch und bei Editions Star Comics auf Italienisch. 
Von 1994 bis 1995 veröffentlichte Shogakukan diverse Spin-offs namens Yōchien (幼稚園, „Kindergarten“), Shōgaku Ichinensei (小学一年生, „1. Klasse Grundschule“) – beide gezeichnet von Ayumi Konomichi –, Shōgaku Ninensei (小学二年生, „2. Klasse Grundschule“) von Midori Fujii, Shōgaku Sannensei (小学三年生, „3. Klasse Grundschule“) von Nao Yazawa und Shōgaku Yonnensei (小学四年生, „4. Klasse Grundschule“) von Mami Tachibana. Diese hatten Grundschülern als Zielgruppe und daher entsprechend eine simplere Handlung und Schreibweise und zeigen die Erlebnisse der Protagonisten in der entsprechenden titelgebenden Klassenstufe. Von diesen wurde in Japan nur Shōgaku Yonnensei in einem Sammelband zusammengefasst, das im Juli 1995 unter dem Titel Ai Tenshi Densetsu Wedding Peach: Ai Tenshi Tanjō Hen (愛天使伝説ウェディングピーチ 愛天使誕生編, „Die Legende des Engels der Liebe Wedding Peach: Kapitel: Geburt des Angels der Liebe“) erschien. In Deutschland wurde 2002 Shōgaku Sannensei als Wedding Peach Band 7 im Anschluss an den Hauptmanga von Nao Yazawa veröffentlicht.
Yazawa und Tachibana gründeten auch einen Dōjin Circle namens Mandoriru (まんどりる), der Dōjinshi zu Wedding Peach veröffentlichte.
Von September 1995 bis April 1996 erschien eine Anime-Comic-Fassung in sieben Bänden. Von April bis Dezember 1995 folgten acht Anime-Bilderbücher mit je 17 Seiten. Außerdem wurden zum Anime zwei Artbooks veröffentlicht.

## Adaptionen

### Anime
Das Animationsstudio KSS produzierte 1995 eine 51-teilige Animeserie, bei der Kunihiko Yuyama Regie führte. Das Charakterdesign stammt von Kazuko Tadano und die künstlerische Leitung übernahmen Katsuyoshi Kanemura und Manami Matsumoto. Die Serie wurde vom 5. April 1995 bis zum 27. März 1996 durch den japanischen Fernsehsender TV Tokyo ausgestrahlt. 1996 und 1997 erschienen in Japan weitere vier Folgen als OVA unter dem Titel Wedding Peach DX.
Die Fernsehserie wurde unter anderem in Nordamerika, Spanien, Italien und den Philippinen im Fernsehen ausgestrahlt. Auf Deutsch wurde Wedding Peach erstmals im Jahr 1999 auf drei VHS-Boxen, die jeweils auf 5000 Stück limitiert sind, bei OVA Films veröffentlicht. Die erste Box beinhaltet die Episoden eins bis acht, die zweite die Folgen neun bis 16 und die dritte 17 bis 25. Die weiteren Folgen wurden nicht synchronisiert. Bei der RTL-2-Fassung wurden alle 51 Episoden auf Deutsch synchronisiert, auch die ersten 25 bereits synchronisierten Folgen. Die komplette Serie wurde zwischen dem 23. April und dem 11. September 2001 auf RTL II ausgestrahlt, wobei eine neue Synchronfassung verwendet wurde. Am 4. Oktober 2002 strahlte VOX die erste DX-Folge aus. 2004 veröffentlichte die SPV die gesamte Serie auf insgesamt zehn DVDs. Darauf war die deutsche Originalsynchronisation enthalten sowie die vier DX-Folgen. Diese wurden zudem auch auf zwei DVDs veröffentlicht.
Seit dem 1. September 2020 sind alle 51 Episoden bei Amazon Prime Video abrufbar.

### Episoden
Für eine vollständige Auflistung aller Episoden siehe: 

### Synchronisation
Die erste deutsche Synchronisation wurde von dem Nürnberger Studio aaron:.films angefertigt, die zweite stammt von Synch!Synch! aus Hamburg.
| Rolle                              | Japanischer Sprecher (Seiyū) | Deutscher Sprecher   | Deutscher Sprecher |
| Rolle                              | Japanischer Sprecher (Seiyū) | aaron:.films         | Synch!Synch!       |
| ---------------------------------- | ---------------------------- | -------------------- | ------------------ |
| Momoko Hanasaki / Wedding Peach    | Hikami Kyōko                 | Christine Schlembach | Tanja Schumann     |
| Yuri Tanima / Engel Lily           | Yukana Nogami                | Manuela Lippold      | Tanja Dohse        |
| Hinagiku Tamano / Engel Daisy      | Yūko Miyamura                | Natasa Tolimir       | Sylvie Nogler      |
| Scarlet O’Hara / Engel Salvia      | Yuka Imai                    | −                    | Reinhilt Schneider |
| Aphrodite                          | Hyoudou Mako                 | Adeline Schebesch    | Marion von Stengel |
| Yōsuke Fūma / Vento                | Yūji Ueda                    | Sascha Kaufmann      | Jannik Endemann    |
| Kazuya Yanagiba / Engel Kiiro      | Shin’ichirō Miki             | Andreas Müller       | Tobias Schmidt     |
| Takuro Amano                       | Kappei Yamaguchi             | -                    | Marc Seidenberg    |
| Jamapi                             | Miwa Matsumoto               | Nina Marschke        | Daniela Reidies    |
| Shoichiro Hanasaki (Momokos Vater) | Kazuhiro Nakata              | -                    | Holger Mahlich     |
| Königin Satania                    | Mika Doi                     | −                    | Marion von Stengel |
| Ame                                | Kazuki Yao                   | Frank Strobelt       | Sascha Draeger     |
| Ignis                              | Tomokazu Seki                | -                    | Erik Schäffler     |
| Potamos                            | Kotono Mitsuishi             | -                    | Christine Pappert  |
| Aquelda                            | Rica Fukami                  | -                    | Angela Stresemann  |
| Sandor                             | Takehito Koyasu              | -                    | Oliver Böttcher    |
| Uragano (Yōsukes Vater)            | Masashi Sugawara             | -                    | Wolf Frass         |

### Musik
Die Musik der Serie komponierten Hiroyuki Kōzu und Tomoki Hasegawa. Im japanischen sind die Vorspannlieder Yume Miru Ai Tenshi (dt. „träumender Liebesengel“) von Furil und Wedding Wars – Ai wa Honō (dt. „Heiratskriege – Liebe ist eine Flamme“) von Nakashima Erina. Für die Abspanne verwendete man 21-seiki no Juliet (dt. „Julia des 21. Jahrhunderts“) und Virgin Love (dt. „jungfräuliche Liebe“) von Furil. Der Vorspann der OVA Merry Angel und deren Abspann Sweet Little Love stammen ebenfalls von Furil.
In der deutschen Version ist der Vorspann mit Ich hab dich im Traum gesehen und ab den späteren Folgen mit Liebe ist Kampf unterlegt, der (nicht übersetzte) Abspann mit 21-seiki no Juliet. Beide Intro-Songs wurden dabei von Tina Frank eingesungen.

### DVD-Veröffentlichung
2015 wurden, zum 20. Jubiläum der Serie, durch Nipponart alle Episoden auf insgesamt vier DVD-Boxen und somit elf Discs veröffentlicht, die mit einer Altersfreigabe von sechs Jahren auskommen. Die Boxen beinhalten als Gimmicks drei Postkarten und zwei Sticker, dazu gibt es drei Musikvideos und zwei Konzertmitschnitte von Furil, bei denen Lieder wie Wedding Wars und Sweet Little Love gespielt werden. Außerdem ist die Episode Wedding Peach 10523 in japanischem Ton und deutschen Untertiteln zu sehen, die bis dahin unveröffentlicht blieb. Sie hat eine Laufzeit von etwa elf Minuten und zeigt die Liebesengel als Roboter, die gegen den wiedergeborenen Dämon Ame kämpfen, um Yosuke zu befreien.
| DVD-Name | Episoden | Disks | VÖ-Datum         | Zusätzliche Informationen |
| -------- | -------- | ----- | ---------------- | --- |
| Box 1    | 17       | 3     | 27. Februar 2015 | Enthält die Episoden 1–17; als Extra gibt es drei Postkarten, einen Promo-Trailer und ein Musikvideo |
| Box 2    | 17       | 3     | 27. März 2015    | Enthält die Episoden 18 bis 34; als Extra gibt es ein Musikvideo |
| Box 3    | 17       | 3     | 29. Mai 2015     | Enthält die Episoden 35 bis 51; als Extra gibt es ein Musikvideo |
| Box 4    | 4        | 2     | 10. Juli 2015    | Enthält die 4 Wedding-Peach-DX-Episoden; als Extras gibt es eine Bildergalerie, 2 Konzertmitschnitte von Furil, eine Special Episode in OmU (Dauer: ca. 11 Minuten), ein Interview mit den japanischen Sprecherinnen und zwei Sticker |

### Videospiel
Für Super Nintendo erschien 1995 ein Spiel zum Manga. Außerdem kam 1995 ein Spiel für den Game Boy und 1996 für die PlayStation heraus.

## Rezeption
Laut Kuno Liesegang von Splashcomics erinnert die Serie in Handlung und Stil sehr an den Manga Sailor Moon, was auch daran liegen soll, dass die Mangaka an Sailor Moon mitgearbeitet hat. Das Werk biete aber auch neue Elemente und lese sich gut. Das Verhältnis von actionreichen und ruhigen Szenen sei ausgeglichen, der Manga insgesamt empfehlenswert.
Die Funime schreibt zum Anime von einer kurzweiligen Handlung, die aber auf Dauer auch einigen zu „quietschig“ werden könne. Optisch sei die Serie akzeptabel. Der Anime sei vor allem für die gedacht, die „auf Buntes und Zucker stehen“.